# Flik 21
La Fliegerkompanie 21 (abbreviata in Flik 21) era una delle squadriglie della Kaiserliche und Königliche Luftfahrtruppen.

## Storia

### Prima guerra mondiale
La squadriglia fu fondata all'inizio del 1916 nella prima guerra mondiale, l'8 febbraio fu diretta da Fischamend al fronte italiano a Gardolo.
Nel maggio successivo era sempre a Gardolo al comando dell'Hptm Walter Lux Edler von Trurecht con 2 Hansa-Brandenburg C.I e 5 Lloyd C.III (variante del Lloyd C.II).
Il 27 giugno 1916 i Sottotenenti Mario De Bernardi ed Alessandro Buzio, il caporale Guido Consonni ed il soldato Guido Nardini della 75ª Squadriglia caccia costringono l'Hansa-Brandenburg C.I diretto a Verona con il Zgsf Josef Holub e l'osservatore Fhr Friedrich von Langer ad atterrare dalle parti di Arzignano in territorio italiano. Gi aviatori verranno catturati.
Il 19 marzo 1917 Antonio Chiri su Nieuport 11 della 78ª Squadriglia aeroplani da caccia costringe all'atterraggio entro le linee italiane presso Gallio, l'Hansa-Brandenburg C.I 27.55, il cui equipaggio (pilota korporal Emannuel Mattle osservatore oberleutnant Franz Resch) finisce prigioniero.
Nel maggio-giugno 1917 è all'Aeroporto di Cirè di Pergine Valsugana con 7 Hansa-Brandenburg C.I, 3 Albatros D.II e Albatros D.III. Nel luglio del 1917, l'Aeronautica fu riorganizzata e prese compiti divisionali (Divisions-Kompanie, Flik 21D). 
Il 26 settembre il Caporale Attilio Imolesi della 79ª Squadriglia colpisce l'Hansa-Brandenburg C.I 129.29 (con a bordo il pilota Zugsführer Walter Horny e l'osservatore Oberleutnant Artur Klose-Kuschel che rimangono uccisi nella caduta) che precipita su Asiago. 
Nell'ottobre-novembre 1917 partecipò alla Battaglia di Caporetto come parte del gruppo dell'esercito di Franz Conrad von Hötzendorf, nella dodicesima armata e nel giugno 1918 partecipa alla Battaglia del Solstizio. Nel settembre 1918 fu assegnata ad un Corpo d'armata (Korps-Kompanie, Flik 21K) e torna a Pergine.
Al 15 ottobre successivo era a Cirè con 8 Aviatik C.I.
Dopo la guerra, fu eliminata con l'intera aviazione austriaca.